# 苍梧蛇根草
苍梧蛇根草（学名：Ophiorrhiza purpureonervis）是茜草科蛇根草属的植物，是中国的特有植物。分布于中国大陆的广西等地，生长于海拔250米至440米的地区，一般生于密林下，目前尚未由人工引种栽培。